# Petit Tube
Petit Tube este un site web francez care selectează la întâmplare videoclipuri de pe YouTube cu zero sau mai multe vizionări.
Site-ul este similar cu Forgotify, un site care îi face pe utilizatori să asculte melodii de pe Spotify care nu au mai fost ascultate niciodată.
Potrivit unui studiu realizat de Shaiful Alam Chowdhury și Dwight Makaroff, mai mult de o treime din toate videoclipurile de pe YouTube au mai puțin de zece vizionări. Acesta este un motiv pentru care Petit Tube are atât de multe videoclipuri de descoperit.